# Las barras bravas
 Las barras bravas es una película de Argentina filmada en Eastmancolor dirigida por Enrique Carreras sobre su propio guion escrito en colaboración con Salvador Valverde Calvo que se estrenó el 15 de agosto de 1985 y tuvo como actores principales a Tita Merello, Juan Carlos Altavista y Mercedes Carreras.

## Sinopsis
Una madre soltera no puede evitar que su hijo muera por una sobredosis.

## Reparto
Participaron en el filme los siguientes intérpretes:
| Actor                  | Personaje               |
| ---------------------- | ----------------------- |
| Tita Merello           | Tita                    |
| Juan Carlos Altavista  | Eduardo                 |
| Mercedes Carreras      | María Castro            |
| Alberto Argibay        | Dr.                     |
| Alfonso De Grazia      | Juan Carlos             |
| Carlos Estrada         | Fiscal                  |
| Enrique Fava           | Defensor                |
| Golde Flami            | Maestra                 |
| Alfredo Iglesias       | Marcelo Rossi           |
| Luis Medina Castro     | Oficial Cerrutti        |
| Esteban Mellino        | José                    |
| Oscar Pedemonti        | Jefe de policía         |
| Elvira Romei           | Mujer violada           |
| Juan Carlos Thorry     | Marotta                 |
| Tincho Zabala          | Barroso                 |
| Juan Alberto Badía     | Él mismo                |
| Daniel Mendoza         | Él mismo                |
| Virginia Ameztoy       | Mujer en subte          |
| Claudio Gallardou      | Miguel                  |
| Gustavo Luppi          | Guillermo               |
| Pablo Cedrón           | Roberto                 |
| Leandro Regúnaga       | Mono                    |
| Juan Palomino          |                         |
| Alberto Irízar         | Vendedor de tienda      |
| Salo Pasik             | Médico 1                |
| Max Berliner           | Florista                |
| Jorge de la Riestra    | Juárez                  |
| Roberto Dairiens       | Presidente del tribunal |
| Luis E. Corradi        | Don Ricardo             |
| Héctor Armendáriz      | Médico 2                |
| Joaquín Piñón          | Contador                |
| Ernesto Nogués         | Peralta                 |
| Miguel Narciso Brusse  | Dr.                     |
| Aurora del Mar         | Mujer en plaza          |
| Canela                 | Ella misma              |
| Guillermo Aronín       | Él mismo                |
| Julio Ricardo          | Él mismo                |
| Silvia Martínez        | Ella misma (Periodista) |
| Gabriel Langlais       |                         |
| Ana Clara Altavista    |                         |
| Juan Gabriel Altavista |                         |
| Rocco de Grazia        |                         |
| Juan Alberto Domínguez |                         |
| Gabriel Safigueroa     |                         |
| José Luis Membrives    |                         |
| María Martha           |                         |
| Martín Esquenazi       | Juan Castro             |
| Enrique Carreras       | Cameo (chofer de taxi)  |

## Comentarios
Tiempo Argentino escribió:

«Un deshilvanado compendio de denuncias.»

Pascual Quinziano en El Cronista Comercial escribió:

«Esquematismo absoluto que obvia todo conflicto.»

Claudio España en La Nación opinó:

«Fiel a su estilo, Enrique Carreras concluye Las Barras bravas con una toma que se eleva al cielo.»

Manrupe y Portela escriben:

«Risible cumbre de lo sentimental y erróneo, donde hay drogas, violencia y moraleja, y los tres protagonistas terminan enmarcados en una aureola de luz. Para pasar un rato divertido.»